# Zielplanung (Militär)
Militärische Zielplanung (englisch targeting) ist „ein Prozess, bei dem Ziele ausgewählt und priorisiert werden und bei dem jedem Ziel eine unter Berücksichtigung der operativen Erfordernisse und Fähigkeiten angemessene Aktion zugeordnet wird“. Zielauswahl, das Anvisieren von Zielen und Angriffe in unmittelbaren Duell- und Gefechtssituationen sind nicht Bestandteil des Zielplanungsprozesses.

## Grundsätze
Der Rahmen für militärische Zielplanung ergibt sich aus den politischen Vorgaben für eine militärische Operation. Aus ihnen leitet der operative Führer (englisch Joint Force Commander (JFC)) seine militärische Zielsetzung (englisch objective) ab, die er in Form von Plänen und Befehlen kommuniziert. Der Zielplanungsprozess auf der strategischen und der operativen Ebene erfolgt grundsätzlich streitkräftegemeinsam (englisch joint). Auf der operativen Ebene richtet sich die Zielplanung gegen das militärische Potential eines Gegners.
Die USA definieren den Begriff (militärisches) Ziel als „Entität oder Objekt, das für den Gegner eine Funktion innehat und das für einen möglichen Angriff oder eine andere Aktion in Betracht kommt.“ Die Definition der NATO ist etwas umfangreicher und enthält mehr Details, die Kernaussagen sind aber im Prinzip gleich.
Einwirkung auf ein Ziel ist im Kontext der Zielplanung nicht nur die Anwendung physischer Gewalt, also Zerstörung, Lähmung und ähnliche Aktionen. Es können auch Methoden der Cyberkriegsführung oder der psychologischen Kriegsführung vorgesehen werden.
Zielplanung erfolgt in der Regel im Hauptquartier des operativen Führers mit Beteiligung der unterstellten Teilstreitkräfte und anderer Akteure. Zielplanung erfolgt in einem zyklischen Prozess und beginnt mit dem Sammeln von Informationen über mögliche Ziele. Für die Ausführung von Aktionen werden Ziellisten erstellt.
Aktionen gegen die ausgewählten Ziele müssen eine Reihe von Kriterien erfüllen:
- Sie müssen der eigenen Zielsetzung entsprechen.
- Sie sollen den bestmöglichen Nutzen für die eigene Operation erbringen.
- Sie sollen dem Gegner möglichst effektiv an der Erringung seiner Zielsetzung hindern.
- Der eigene Aufwand soll so gering wie möglich sein.
- Sie müssen rechtlich zulässig sein.
- Sie müssen im Einklang mit den Einsatzregeln stehen.
- Sie müssen verhältnismäßig sein.
- Kollateralschäden sollen möglichst gering sein.

## Kategorisierung
Für die Priorisierung von Zielen ist es von Bedeutung, deren Wertigkeit richtig zu identifizieren. Ziele, die wesentlich für den Erfolg des Gegners sind, werden als High Value Targets (HVT) (deutsch Hochwertziele) bezeichnet. Werden diese zerstört oder in ihrer Funktion massiv gestört, dann wird dies die Fähigkeiten oder die Operationsfreiheit des Gegners empfindlich beeinträchtigen. Im Zielplanungsprozess wird daher versucht, diese HVT zu identifizieren. Die HVT, deren Beeinträchtigung einen überproportional großen eigenen Vorteil zur Folge hat, werden als High Pay-off Targets (HPT) (deutsch in etwa: sich besonders lohnende Ziele) bezeichnet. Diese Ziele erhalten daher eine besonders hohe Priorität.
Im Zielplanungsprozess kommen in Abhängigkeit von den Eigenschaften der Ziele zwei verschiedene Methoden zur Anwendung, die in der englischsprachigen Literatur als Deliberate Targeting und Dynamic Targeting bezeichnet werden.
Deliberate Targeting (deutsch in etwa: wohlüberlegte Zielplanung) richtet sich gegen Ziele, deren Positionen bekannt oder zumindest mit hinreichender Genauigkeit vorherzusehen sind. Zu diesen Zielen liegen genügend und hinreichend präzise Informationen vor, um die benötigten eigenen Fähigkeiten im Detail einzuplanen. Diese Ziele können im normalen Planungs- und Beauftragungszyklus bearbeitet und für einen koordinierten Einsatz von Kräften und Mitteln eingeplant werden. Falls erforderlich, sind auch Änderungen im Timing oder, falls erforderlich, weitere Aktionen möglich.
Dynamic Targeting (deutsch dynamische Zielplanung) richtet sich gegen Ziele, von denen nur ihre Existenz, nicht jedoch ihre genaue Position bekannt ist. Diese Ziele werden soweit ausgeplant, wie es die vorliegenden Informationen ermöglichen. Sobald mehr Informationen vorliegen und einen entsprechende Dringlichkeit gegeben ist, werden Aktionen gegen diese Ziele im Detail weiter geplant. Bei Bedarf werden ad-hoc Kräfte zur Bekämpfung von anderen Aufträgen umgeleitet.
Eine Besonderheit sind Time-sensitive Targets (TST) (deutsch zeitkritische Ziele). TST sind solche Ziele, die auf Grund der Gefahr, die von ihnen ausgeht, eine unmittelbare Reaktion erfordern. Typische Beispiele für TST sind hochmobile Träger von Massenvernichtungswaffen. Für die Bekämpfung dieser Zielkategorie wurden spezielle Verfahren entwickelt.

## Planungszyklus

Zielplanungszyklus

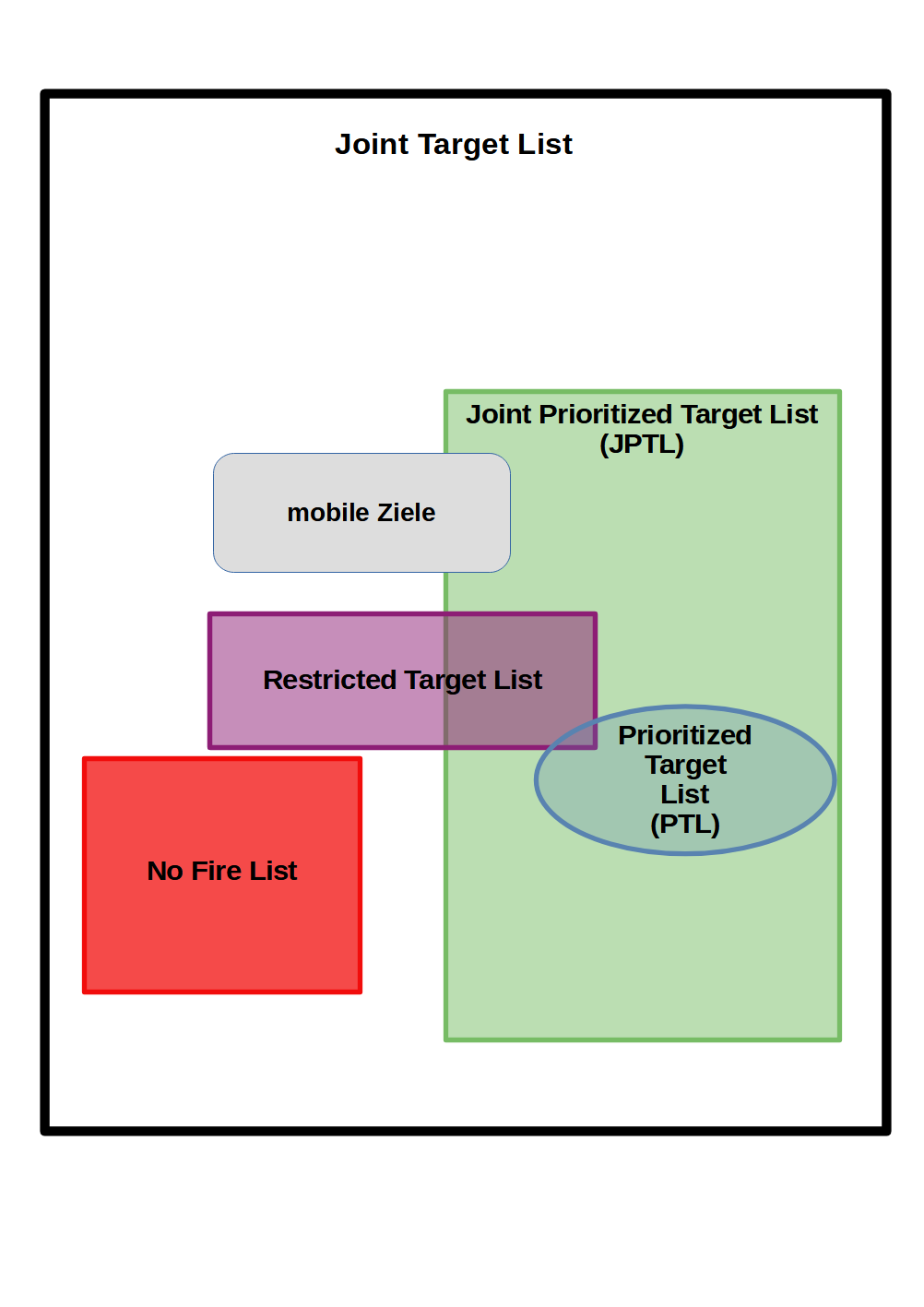
Ziellisten für die Zielplanung

Zielplanung verläuft  zyklisch und besteht aus sechs Phasen:
- Phase 1 – Befehlsgebung und Richtlinien des Kommandeurs. Als erster Schritt im Prozess der Zielplanung wird die Planungsrichtlinie des operativen Führers ausgewertet und in einem iterativen Prozess zusammen mit den Kommandeuren der einzelnen Komponenten einer Streitmacht (Land-, Luft-, Seestreitkräfte etc.)  in Einzelaufträge heruntergebrochen.

- Phase 2 – Erarbeitung von Ziellisten (englisch Target Development). Für die Erarbeitung von Ziellisten werden zuerst Fähigkeiten und Schwachpunkte des Gegners analysiert und seine Machtzentren (englisch Centres of Gravity (CoG)) identifiziert. Auf Grundlage der dabei gewonnenen Erkenntnisse wird eine erste Auswahl von Zielen getroffen. Diese ausgewählten Ziele werden anhand aller vorliegender Informationen validiert und in einer gemeinsamen Zielliste (Joint Target List (JTL)) zusammengefasst. Die JTL ist die Grundlage für alle weiteren Bearbeitungsschritte. In sie fließen auch die Zielvorschläge (englisch Target Nomination Lists (TNL)) der unterstellten Kommandeure ein. Die JTL enthält alle denkbaren Ziele, auch jene, die nicht angegriffen werden dürfen. Diese werden zusätzlich in einer separaten No-strike List dokumentiert. Ziele, die einem besonderen Vorbehalt und einer ausdrücklichen Freigabe unterliegen, werden zusätzlich in die Restricted Target List aufgenommen. Die zulässigen Ziele werden priorisiert und in der Joint Prioritized Target List (JPTL) zusammengefasst.

- Phase 3 – Fähigkeitsanalyse (Capabilities analysis). In dieser Phase werden die priorisierten Ziele aus der Phase 2 und die Einwirkungsmöglichkeiten genauer analysiert. Für jedes Ziel wird untersucht, auf welche Komponenten mit welchem Mittel und wie am besten eingewirkt werden sollte. Weaponeering ist Teil der Analyse. Die Daten der einzelnen Ziele werden dann zusammen mit einem Plan, wie und von wem auf sie eingewirkt werden soll, zur Entscheidung durch den JFC vorbereitet.

- Phase 4 – Entscheidung, Planung des Kräfteansatzes und Zuweisung. Das Ergebnis der Fähigkeitsanalyse wird mit weiteren Führungsentscheidungen zum Operationsverlauf synchronisiert. Nach Billigung der Planung durch den JFC werden die spezifischen Ziellisten für die unterstellten Kommandeure aus der JPTL extrahiert. Zusammen mit den gebilligten Aufträgen erfolgt die Zuweisung der Ziele an die unterstellten Kommandeure mittels separater Prioritized Target Lists (PTLs). Diese sind die Grundlage für die weitere Planung und Ausführung auf deren Ebene.

- Phase 5 – Missionsplanung und Durchführung. In dieser Phase erfolgt die Detailplanung, Beauftragung der Einsatzkräfte und die Durchführung der Aufträge. Bei den Luftstreitkräften ist die PTL Bestandteil der Air Tasking Order.

- Phase 6 – Auswertung. Die Berichte z. B. der Wirkungsanalyse (englisch Battle Damage Assessment (BDA)) und Lageinformationen nach erfolgter Durchführung der Einsätze werden in dieser Phase ausgewertet und mit den beabsichtigten Wirkungen verglichen. Das Ergebnis der Auswertung ist Basis für einen neuen Zyklus des Zielplanungsprozesses.

## Dynamische Zielplanung
Im Gegensatz zur Planung von Aktionen gegen bekannte oder ortsfeste Objekte (deliberate targeting), die im normalen Planungszyklus von der Planungsabteilung des Hauptquartiers des operativen Führers durchgeführt wird, erfolgt die Planung von Aktionen gegen unvorhergesehene oder mobile Ziele im Bereich der Leitung laufender Operationen (Current Operations).
Auch die dynamische Zielplanung verläuft zyklisch:
- Zunächst wird versucht, Ziele zu suchen, indem Informationen gesammelt und ausgewertet werden. (englisch find)
- In einem nächsten Schritt ist die aktuelle Position dieser Ziele zu orten. (englisch fix)
- Sind deren Positionen gefunden, werden die Bewegungen der Ziele verfolgt. (englisch track)
- In einem nächsten Schritt erfolgt die eigentliche Zielplanung: Welche Optionen bestehen? Welche Kräfte sind verfügbar? Liegen Weaponeeringdaten vor? Welche Restriktionen sind zu beachten? Liegt eine Freigabe vor? Gibt es Überschneidungen oder Konflikte mit anderen Einsätzen? (englisch target)
- Danach wird der Einsatz befohlen und durchgeführt. (englisch engage)
- Und nach dem Einsatz erfolgt die Auswertung. (englisch assess)[9]

## Geschichte
Die erste systematische Zielplanung ist aus der Zeit gegen Ende des Ersten Weltkrieges überliefert. Im November 1918 begannen die USA eine strategische Bombenoffensive gegen das Deutsche Reich und beabsichtigten Industriezentren und Verkehrswege nachhaltig zu zerstören, um die deutschen Truppen vom Nachschub abzuschneiden. Um entsprechende Ziele zu identifizieren, begannen die USA kritische Infrastruktur der Deutschen systematisch zu analysieren. Bei der geringen Genauigkeit der damaligen Bomben reichte es zu der Zeit aus, den Ort zu bestimmen. Für die Zerstörung sollten entsprechend große Mengen an Munition zum Einsatz kommen. Der Krieg endete, bevor der Plan in Gänze ausgeführt werden konnte.
In einer Analyse nach dem Ersten Weltkrieg wurde festgestellt, dass die US-Luftstreitkräfte in Zukunft eine Fähigkeit zur Identifizierung kritischer Infrastruktur eines Gegners benötigten, um Luftkriegsoperationen systematisch planen zu können. In der Zwischenkriegszeit entwickelten die USA ihre Pläne und Fähigkeiten zum strategischen Bombenkrieg weiter und erkannten dabei auch die Bedeutung systematischer Zielplanung.
Im Zweiten Weltkrieg entwickelten die USA nach anfänglichen Schwierigkeiten zum Teil heute noch gültige organisatorischen Grundlagen für eine systematische Zielplanung. In den Folgekonflikten der Nachkriegszeit gewonnene Erfahrungen sowie die gestiegenen Anforderungen durch technologische Entwicklungen und zunehmende Sensibilität der Weltöffentlichkeit hinsichtlich Kollateralschäden und ziviler Opfer führten zu einer Verfeinerung der Verfahren. Damit stiegen auch die Anforderungen an die Genauigkeit der Zielinformationen.